# Aija (província)
Aija é uma província do Peru localizada na região de Ancash. Sua capital é a cidade de Aija.

## Distritos da província
- Aija
- Coris
- Huacllan
- La Merced
- Succha